# Фаза (вълни)
Вижте пояснителната страница за други значения на Фаза.
Фа́за на трептене е физична величина, която при зададена амплитуда и коефициент на затихване определя състоянието на колебателната система във всеки момент от време. Ако трептенията на системата се описват със синусоидален (косинусоидален) или експоненциален закон:
{\displaystyle A\cos(\omega t+\varphi _{0})},
{\displaystyle A\sin(\omega t+\varphi _{0})},
{\displaystyle e^{i(\omega t+\varphi _{0})}},
то фазата на трептенията е аргументът на периодичната функция, описваща хармоничен процес ({\displaystyle \omega }— ъглова честота, t— време, {\displaystyle \varphi _{0}}— начална фаза на трептенето в начален момент от време t = 0).
Фазата обикновено се изразява в единици за ъгъл: (радиани, градуси) или в обороти (части от периода):
1 оборот = 2π радиана = 360 градуса.
Строго погледнато, терминът се отнася само до трептенията, но се прилага и към други периодични и квазипериодични процеси като вълните.
Ако две вълни напълно съвпадат една с друга се казва, че вълните са във фаза. Ако на мястото с висока плътност на едната вълна другата вълна има ниска плътност се казва, че вълните са в противофаза. При това, ако вълните са еднакви, при наслагването си те се унищожават взаимно (в природата това става крайно рядко, по-често противофазните вълни при наслагване силно се изкривяват).
|  | Тази страница частично или изцяло представлява превод на страницата „Фаза колебаний“ в Уикипедия на руски. Оригиналният текст, както и този превод, са защитени от Лиценза „Криейтив Комънс – Признание – Споделяне на споделеното“, а за съдържание, създадено преди юни 2009 година – от Лиценза за свободна документация на ГНУ. Прегледайте историята на редакциите на оригиналната страница, както и на преводната страница, за да видите списъка на съавторите. ВАЖНО: Този шаблон се отнася единствено до авторските права върху съдържанието на статията. Добавянето му не отменя изискването да се посочват конкретни източници на твърденията, които да бъдат благонадеждни. |